# John Hoben
John Grey Hoben (* Mai 1884 in Greenpoint, New York City; † 5. Juli 1915 in Long Island City, New York City) war ein amerikanischer Ruderer.
John Hoben startete für den auf Long Island beheimateten New Yorker Ravenswood Boat Club.
1904 ruderte Hoben gemeinsam mit Jamie McLoughlin im Doppelzweier. Bei den Olympischen Spielen 1904 in St. Louis siegten John Mulcahy und William Varley vom ebenfalls in New York ansässigen Atalanta Boat Club mit zwei Bootslängen Vorsprung vor Hoben und McLoughlin.
Hoben war Angehöriger der New York National Guard und arbeitete als Bauingenieur beim U-Bahn-Bau. Er starb an einer Lungenentzündung.